# Zomer van Antwerpen
De Zomer van Antwerpen is een stads- en cultuurfestival in Antwerpen (België) dat jaarlijks in juli en augustus plaatsvindt. De festiviteiten beslaan concerten, circussen, theater, filmvoorstellingen en zomerbars, met deels gratis en deels betaald toegang. De financiering van het evenement ligt grotendeels in handen van de stad Antwerpen.

## Geschiedenis
In 1993 was de Vlaamse stad Antwerpen de culturele hoofdstad van Europa. Uit het zomerprogramma van dat jaar ontstond in 1995 de Zomer van Antwerpen. De artistieke leiding van het evenement ligt sindsdien in handen van Patrick de Groote, die ook verantwoordelijk is voor het zomerfestival Sfinks in Boechout. Uit de Zomer van Antwerpen ontwikkelde zich in 1997 de kunst- en cultuurorganisatie Antwerpen Open. Een van haar taken werd het jaarlijks organiseren van de Zomer van Antwerpen. In 1998 was de Zomer van Antwerpen een van hun belangrijkste gerealiseerde projecten. Eind 2011 werden Antwerpen Open en de Zomer van Antwerpen losgekoppeld, en sindsdien opereert het festival als autonome vzw.
In 2010 sprak men uit dat jongeren, mensen met een handicap, senioren en allochtonen te weinig bereikt werden of betrokken waren bij het evenement. Hierop werden de activiteiten in de voormalige gasfabriek op Zurenborg specifiek op jongeren afgestemd, en probeerde men met "zomerambassadeurs" de allochtone Antwerpenaren te bereiken.
In 2014, tijdens het 20-jarig bestaan, mikt de organisatie op in totaal 300.000 bezoekers.
In het kader van de Zomer Van Antwerpen, kwam ook de Franse theatergroep Royal de Luxe meermaals langs met straattheater met reusachtige mechanische marionetten. In 1998 kwamen ze met hun grote Reus en kleine Reus "Terug uit Afrika". In 2006 wandelden de Sultan der Indiën, de Olifant en de Kleine Reuzin door de straten. In 2010 werd een reuzegrote Duiker uit het Kattendijkdok opgevist die op zoek ging, eerst naar zijn Hand en dan naar de Kleine Reuzin. In 2015 kwam Oma Reus naar Antwerpen. In 2023 kwamen van 25 tot 27 augustus de reuzenhonden Bull Machin, een pitbull en El Xolo, een Mexicaanse naakthond. Tijdens de dagen van het straattheater komen honderdduizenden toeschouwers de poppen volgen doorheen de stad. In 2015 was er een recordaantal van 900.000 bezoekers, 760.000 in 2023.

## Activiteiten
De activiteiten van de Zomer van Antwerpen zijn deels betalend, deels gratis, en bevinden zich verspreid over de binnenstad en de wijken. Evenementen vinden niet plaats in concert- en theaterzalen, maar op toepasselijke locaties, al dan niet in de open lucht. Zo werd "Het Lied", een voorstelling van Geert Hautekiet en André Manuel over twee mannen die per auto een road-trip naar Zuid-Afrika maken, uitgevoerd op het autokerkhof aan de Yzerlaan, en werden er watergerelateerde films (o.a. Jaws en Life of Pi) uitgezonden in een openluchtbioscoop op de badboot in het Kattendijkdok.
Behalve de wisselende voorstellingen zijn er ook jaarlijks terugkerende elementen:
- Openluchtbioscoop Cinema Urbana: Aan het Kattendijkdok-Oostkaai worden een maand lang diverse films vertoond, elk jaar in een ander overkoepelend thema.
- Zomerbar: De zomerbar is een pop-up-bar met zitjes, hangmatten en speeltoestellen, waar gegeten en gedronken kan worden. Daarnaast is er een zomerbibliotheek met kinder- en volwassenboeken, en worden er op de locatie ook circusvoorstellingen gehouden. Na vijf zomers aan de Ledeganckkaai, verhuisde de zomerbar in 2014 naar de droogdokkensite op het Eilandje.[9] Sinds 2022 staat de zomerbar en circustent in Park Groot Schijn in Deurne.[10]
- Zomerfabriek: In 2009 kreeg de Zomer van Antwerpen de voormalige gasfabriek aan de Minkelersstraat op Nieuw-Zurenborg voor enkele jaren in bruikleen van de gemeente. In de gasfabriek is sindsdien ruimte voor activiteiten die primair gericht zijn op jongeren, zoals late-night-shows, dj's, urban sports , comedy, open mic en jams en voorheen een jeugdherberg (het nulsterrenpension).[11][12]
- Muziek in de wijk: gratis optredens in verschillende wijken en districten.
- Zonsondergang: er worden tribunes opgesteld aan de Tavernierkaai met zicht op de zonsondergang boven de Schelde.